# UCI America Tour 2010-2011
El UCI America Tour 2010-2011 fue la séptima edición de dicha competición. Se inició el 16 de octubre de 2010 en Brasil, con el Tour do Brasil/Volta do Estado de São Paulo y finalizó el 17 de septiembre de 2011 en Estados Unidos con el Univest Grand Prix.
El cronograma inicial del calendario era de 41 carreras, pero a lo largo de la temporada varias fueron suspendidas o se reclasificaron como evento nacional. La siguiente es la lista de esas competiciones:
- Vuelta a Cuba[2]
- Vuelta a México[3]
- Tour de Battenkill
- Tour de Gila
- Doble Sucre Potosí GP Cemento Fancesa
- Tour de Santa Catarina[4]
- Vuelta de Paraná
- Clásico San Antonio de Padua[5]
- Chrono Gatineau
- Prueba Ciclística 9 de Julio

Además de éstas, 4 carreras a pesar de disputarse con normalidad y en la fecha prevista, finalmente no otorgaron puntos. Ellas fueron el Clásico Federación Venezolana de Ciclismo y la Copa Federación Venezolana de Ciclismo "Corre por la Vida", la Vuelta a Colombia y el Tour de Martinica. Finalmente el calendario fue de 27 carreras puntuables.
El campeón fue el venezolano Miguel Ubeto, que si bien no ganó ninguna carrera internacional, los principales puntos los consiguió en el Campeonato de Venezuela en Ruta además de sumar en la Vuelta al Táchira, Vuelta a Venezuela y Tour de Guadalupe. Ubeto venció por solo un punto al quién se ubicó 2º, Gregory Panizo de Brasil. Panizo obtuvo sus mayores puntos con las victorias en el Campeonato Panamericano de Ciclismo en Ruta y el Tour do Brasil/Volta do Estado de São Paulo. Tercero se ubicó el colombiano Sergio Henao quién tuvo una arremetida final al obtener muchos de los puntos en el Tour de Utah y el USA Pro Cycling Challenge.
La clasificación por equipos, luego de ser dominada por el Movistar Team Continental y el Clube DataRo de Ciclismo-Foz do Iguaçu, finalmente quedó por escaso margen en manos del EPM-UNE, logrando el primer lugar con los puntos obtenidos en la última carrera del calendario que participó, el USA Pro Cycling Challenge. La clasificación por países, por tercer año consecutivo fue para Colombia y en sub-23 el ganador fue Venezuela.

## Calendario
Contó con las siguientes pruebas, tanto por etapas como de un día.

### Octubre 2010
| Fecha    | Carrera                                       | Cat. | Ganador        | Equipo del ganador       |
| -------- | --------------------------------------------- | ---- | -------------- | ------------------------ |
| 16 al 24 | Tour de Brasil/Vuelta del Estado de San Pablo | 2.2  | Gregory Panizo | Clube DataRo de Ciclismo |
| 20 al 31 | Vuelta a Guatemala                            | 2.2  | Giovanni Báez  | EPM-UNE                  |

### Noviembre 2010
| Fecha    | Carrera           | Cat. | Ganador     | Equipo del ganador                |
| -------- | ----------------- | ---- | ----------- | --------------------------------- |
| 7 al 14  | Vuelta a Bolivia  | 2.2  | Oscar Soliz | Ebsa                              |
| 19 al 22 | Vuelta al Ecuador | 2.2  | Byron Guamá | Concentración Deportiva Pichincha |

### Diciembre 2010
| Fecha    | Carrera                         | Cat. | Ganador               | Equipo del ganador |
| -------- | ------------------------------- | ---- | --------------------- | ------------------ |
| 2 al 5   | Vuelta Bicentenario de Paraguay | 2.2  | Luis Alberto Martínez | Porongos           |
| 17 al 29 | Vuelta a Costa Rica             | 2.2  | Juan Carlos Rojas     | JPS-Giant          |

### Enero 2011
| Fecha    | Carrera                  | Cat. | Ganador         | Equipo del ganador    |
| -------- | ------------------------ | ---- | --------------- | --------------------- |
| 12 al 23 | Vuelta al Táchira        | 2.2  | Manuel Medina   | Gobernación del Zulia |
| 17 al 23 | Tour de San Luis         | 2.1  | Marco Arriagada | Selección de Chile    |
| 27 al 6  | Vuelta Ciclista de Chile | 2.2  | Gonzalo Garrido | T Banc Skechers       |

### Febrero 2011
| Fecha    | Carrera                       | Cat. | Ganador   | Equipo del ganador     |
| -------- | ----------------------------- | ---- | --------- | ---------------------- |
| 20 al 27 | Vuelta Independencia Nacional | 2.2  | Tomás Gil | Selección de Venezuela |

### Marzo 2011
| Fecha    | Carrera                        | Cat. | Ganador       | Equipo del ganador    |
| -------- | ------------------------------ | ---- | ------------- | --------------------- |
| 8 al 13  | Rutas de América               | 2.2  | Jorge Soto    | Porongos              |
| 15 al 19 | Giro del Interior de San Pablo | 2.2  | Flávio Reblin | Memorial/Santos/Giant |

### Abril 2011
| Fecha    | Carrera                     | Cat. | Ganador             | Equipo del ganador        |
| -------- | --------------------------- | ---- | ------------------- | ------------------------- |
| 13 al 17 | Vuelta de Gravataí          | 2.2  | Renato Seabra       | Clube DataRo de Ciclismo  |
| 15 al 24 | Vuelta Ciclista del Uruguay | 2.2  | Iván Mauricio Casas | Boyacá Orgullo de América |

### Mayo 2011
| Fecha    | Carrera                                                     | Cat. | Ganador          | Equipo del ganador  |
| -------- | ----------------------------------------------------------- | ---- | ---------------- | ------------------- |
| 6        | Campeonato Panamericano Contrarreloj                        | CC   | Leandro Messineo | Selección Argentina |
| 8        | Campeonato Panamericano en Ruta                             | CC   | Gregory Panizo   | Selección de Brasil |
| 14       | Clásico Aniversario de la Federación Venezolana de Ciclismo | 1.2  | Ángel Pulgar     | Fundadeportes Lara  |
| 15       | Copa Federación Venezolana de Ciclismo                      | 1.2  | Miguel Ubeto     | Lotería del Táchira |
| 15 al 22 | Amgen Tour de California                                    | 2.HC | Chris Horner     | Team RadioShack     |

- El Clásico & Copa Federación Venezolana de Ciclismo por circunstancias que se desconocen no puntuaron a pesar de estar en el calendario (en amarillo).

### Junio 2011
| Fecha    | Carrera                                    | Cat.   | Ganador                 | Equipo del ganador           |
| -------- | ------------------------------------------ | ------ | ----------------------- | ---------------------------- |
| 2 al 5   | Coupe des Nations Ville Saguenay           | 2.Ncup | Christopher Juul-Jensen | Selección de Dinamarca       |
| 5        | TD Bank International Cycling Championship | 1.HC   | Alex Rasmussen          | HTC-Highroad                 |
| 12 al 26 | Vuelta a Colombia                          | 2.2    | Félix Cárdenas          | GW Shimano                   |
| 14 al 19 | Tour de Beauce                             | 2.2    | Francisco Mancebo       | RealCyclist.com Cycling Team |

- La Vuelta a Colombia por circunstancias que se desconocen no puntuó a pesar de estar en el calendario (en amarillo).

### Julio 2011
| Fecha    | Carrera            | Cat. | Ganador           | Equipo del ganador    |
| -------- | ------------------ | ---- | ----------------- | --------------------- |
| 9 al 17  | Tour de Martinica  | 2.2  | Guillaume Malle   | Veranda Rideau Sarthe |
| 13 al 24 | Vuelta a Venezuela | 2.2  | Pedro Gutiérrez   | Gobernación del Zulia |
| 27 al 31 | Tour de Río        | 2.2  | Juan Pablo Suárez | EPM-UNE               |

- El Tour de Martinica por circunstancias que se desconocen no puntuó a pesar de estar en el calendario (en amarillo).

### Agosto 2011
| Fecha    | Carrera                   | Cat. | Ganador            | Equipo del ganador |
| -------- | ------------------------- | ---- | ------------------ | ------------------ |
| 5 al 7   | Tour de Elk Grove         | 2.2  | Luis Romero Amaran | Jamis-Sutter Home  |
| 5 al 14  | Tour de Guadalupe         | 2.2  | Boris Carène       | Gwada Bikers 118   |
| 9 al 14  | Tour de Utah              | 2.1  | Levi Leipheimer    | Team RadioShack    |
| 22 al 28 | USA Pro Cycling Challenge | 2.1  | Levi Leipheimer    | Team RadioShack    |

### Septiembre 2011
| Fecha | Carrera            | Cat. | Ganador   | Equipo del ganador             |
| ----- | ------------------ | ---- | --------- | ------------------------------ |
| 17    | Univest Grand Prix | 1.2  | Ryan Roth | Team SpiderTech powered by C10 |

## Clasificaciones

### Individual
| Posición | Ciclista          | Puntos |
| -------- | ----------------- | ------ |
| 1        | Miguel Ubeto      | 180    |
| 2        | Gregory Panizo    | 179    |
| 3        | Sergio Henao      | 151    |
| 4        | Manuel Medina     | 144    |
| 5        | Juan Pablo Suárez | 135    |
| 6        | Gonzalo Garrido   | 131    |
| 7        | Renato Seabra     | 123    |
| 8        | Jorge Soto        | 110    |
| 9        | Juan Carlos Rojas | 109    |
| 10       | Marco Arriagada   | 108    |

| 11 | Darío Díaz          | 108 |
| 12 | Iván Mauricio Casas | 93  |
| 13 | Arnold Alcolea      | 92  |
| 14 | José Serpa          | 88  |
| 15 | Luis Mansilla       | 88  |
| 16 | Boris Caréne        | 87  |
| 17 | Carlos Gálviz       | 85  |
| 18 | Tomás Gil           | 84  |
| 19 | Byron Guamá         | 82  |
| 20 | Francisco Mancebo   | 81  |

### Equipos
| Posición | Equipo                                        | Puntos |
| -------- | --------------------------------------------- | ------ |
| 1        | EPM-UNE                                       | 371    |
| 2        | DataRo-Foz do Iguaçu                          | 360    |
| 3        | Movistar Continental                          | 354    |
| 4        | Funvic-Pindamonhangaba                        | 309    |
| 5        | Gobernación de Antioquia-Indeportes Antioquia | 286    |

| 6  | SpiderTech powered by C10   | 213 |
| 7  | UnitedHealthcare            | 153 |
| 8  | Androni Giocattoli-C.I.P.I. | 153 |
| 9  | Jamis-Sutter Home           | 144 |
| 10 | Chipotle Development        | 121 |

### Países
| Posición | País      | Puntos  |
| -------- | --------- | ------- |
| 1        | Colombia  | 1.808,2 |
| 2        | Venezuela | 914,2   |
| 3        | Brasil    | 696     |
| 4        | Argentina | 598,67  |
| 5        | Canadá    | 571,25  |

| 6  | Estados Unidos | 477 |
| 7  | Uruguay        | 422 |
| 8  | Chile          | 416 |
| 9  | Cuba           | 281 |
| 10 | Costa Rica     | 248 |

### Países sub-23
| Posición | País           | Puntos |
| -------- | -------------- | ------ |
| 1        | Venezuela      | 374    |
| 2        | Estados Unidos | 358    |
| 3        | Colombia       | 172    |
| 4        | Argentina      | 120,67 |
| 5        | Canadá         | 67     |

| 6  | Antillas Neerlandesas | 66 |
| 7  | Belice                | 60 |
| 8  | Brasil                | 50 |
| 9  | Antigua y Barbuda     | 40 |
| 10 | El Salvador           | 36 |